# Amanda Helander
Amanda Josefina Amalia Helena Helander, senare Bergh, född 22 april 1825 i Göteborg, död 12 oktober 1888, i Södertälje, var en svensk målare och tecknare.
Hon var dotter till prosten Sven Helander och Sara Loefvander och från 1856 gift med Edvard Bergh och mor till Richard Bergh. Hon var troligen elev till Maria Röhl och var huvudsakligen verksam som konstnär före sitt äktenskap. Efter makens död 1880 upplöste hon hemmet och följde med sonen till Paris där hon vistades några år. Senare förde hon en rotlös tillvaro på flera platser i Sverige, den sista tiden i Södertälje. 
Hon blev känd för ett stort antal porträtteckningar med färginsättningar i krita samt några porträtt utförda helt i pastell, hon målade även några oljemålningar med genremotiv. Hon signerade sina alster med Amanda. Hon var postumt representerad vid Föreningen Svenska Konstnärinnors utställning på Konstakademien 1911. 
Bergh är representerad med blyertsteckningar vid Göteborgs konstmuseum och Nationalmuseum i Stockholm.